# Salamander (televisieserie)
Salamander is een Vlaamse dramaserie van Skyline Entertainment voor Eén. De reeks werd bedacht door Ward Hulselmans en geregisseerd door Frank Van Mechelen met Filip Peeters in de hoofdrol. 

## Achtergrond
Hulselmans kwam op het idee omdat hij stilaan het idee kreeg dat hoewel België een parlementaire democratie is, hij eigenlijk niet wist wie er aan de knoppen zat in België. Hij wilde er een aantal elementen in kwijt: België in de Tweede Wereldoorlog en de diamantmijnen in Belgisch-Congo en de Belgische banken die daarin geïnteresseerd waren. Deze elementen zijn verspreid over de twee seizoenen. Ook zit er een zinspeling in naar de Bende van Nijvel: de bende van de 2e mei. Van Mechelen liet optekenen dat Hulselmans de eerste twee delen van seizoen 1 had uitgewerkt, met als werktitel De Doos van Pandora. Producent Eric Wirix en Van Mechelen lazen de scripts en waren benieuwd naar het verdere verloop van het verhaal, waarop Hulselmans aan de twee vroeg hoe het verhaal verder moest.  

## Opnames en uitzending
Het eerste seizoen bevatte 12 afleveringen die tussen 30 december 2012 en 17 maart 2013 werden uitgezonden op Eén, met een gemiddelde van 1,4 miljoen kijkers per aflevering. 
In april 2016 startten de opnames van het tweede seizoen. De opnames liepen eind oktober 2016 af. De reeks loopt sinds 2018 op tv. 
Er zaten enkele jaren tussen de twee seizoenen omdat het aanvankelijk niet de bedoeling was om na seizoen 1 door te gaan. Wel hadden scenarist Hulselmans en regisseur Van Mechelen plannen voor twee bioscoopfilms. Daarnaast waren er plannen om inspecteur Paul Gerardi (Filip Peeters) een eigen reeks te geven, vergelijkbaar met de series  Aspe en Witse. Ook liet Hulselmans optekenen dat het plan voor een derde seizoen uiteindelijk strandde omdat voor hem de inspiratie en de verhalen op waren, waarna Hulselmans met pensioen ging. 
Hoewel Hulselmans altijd met een acteur in het hoofd de hoofdrollen uitwerkt (zoals bij Witse Hubert Damen en bij Stille Waters Antje De Boeck en Jo De Meyere), had hij bij het personage Paul Gerardi niemand in gedachten, maar de invulling van de rol door Filip Peeters heeft hem enorm verrast. Enkel Jo De Meyere lag bij voorbaat vast voor de rol van Armand Persigal. Hulselmans was het meest verrast door Mike Verdrengh, voornamelijk gekend als oprichter en directeur van VTM, maar van oorsprong acteur. Hij was volgens hem de personificatie van het kwaad in de rol van Jonkheere. 
Hoofddecor van Salamander is Brussel, verder is gefilmd in Zuid-Afrika: o.a. Johannesburg, Midrand en Hartbeespoort, in Nederland: Rotterdam, in Frankrijk: Cannes en Wissant, en in België: o.a.: Galmaarden, Antwerpen (stad), Doornik, Kortrijk, Brugge, Hasselt (België), Floreffe, Estinnes & Temse.

## Verhaal

### Seizoen 1
In opdracht van een rijke industrieel wordt de private familiebank Jonkhere in Brussel beroofd. De dieven hebben er 66 kluizen gekraakt, die toebehoren aan de machtigste personen van België die allemaal lid zijn van een geheime organisatie, Salamander. De organisatie probeert het voorval in de doofpot te steken. Inspecteur Paul Gerardi (Filip Peeters) van de FGP Brussel krijgt van een informant een tip over de kraak van de bank Jonkhere, en wanneer hij op onderzoek gaat, wordt hij door zijn oversten op non-actief gezet. Gerardi blijft echter aan de zaak werken, tot grote onvrede van Salamander, die opdracht geven om Gerardi te vermoorden. 
In opdracht van procureur-generaal Armand Persigal gaat Gerardi in het geheim op zoek naar de daders van de kraak, die begonnen zijn met het afpersen van de eigenaars van de 66 kluizen. Gerardi komt erachter dat Salamander na de Tweede Wereldoorlog werd opgericht en dat de recente gebeurtenissen de nasleep is van iets wat tijdens de oorlog is gebeurd in het verzet.

### Seizoen 2
Nadat Salamander werd ontmanteld en het onderzoek naar de organisatie bijna is afgerond, stuit inspecteur Gerardi op een samenzwering die draait rond het bezit van diamantmijnen in Kitangi, een Belgische ex-kolonie. Al snel blijkt dat Salamander toch niet zo dood is als iedereen denkt.
Kitangi is een zinspeling op Katanga, de Congolese provincie die rijk is aan grondstoffen.

## Seizoenenoverzicht
| Seizoen | Aantal afleveringen | Originele uitzenddatum           |  |
| ------- | ------------------- | -------------------------------- |  |
| 1       | 12                  | 30 december 2012 – 17 maart 2013 |  |
| 2       | 10                  | 7 januari 2018 – 11 maart 2018   |  |

## Hoofdrollen
| Acteur                  | Personage          | S1 | S2 | Totaal |
| ----------------------- | ------------------ | -- | -- | ------ |
| Filip Peeters           | Paul Gerardi       | 12 | 10 | 22     |
| Violet Braeckman        | Sofie Gerardi      | 12 | 9  | 21     |
| Koen Van Impe           | Vic Adams          | 9  | 9  | 18     |
| Tine Reymer             | Patricia Wolfs     | 8  | 10 | 18     |
| Wim Opbrouck            | Marc De Coutere    | 7  | 10 | 17     |
| Leah Thys               | Martine Carlier    | 4  | 8  | 12     |
| Emilie Van Nieuwenhuyze | Nicola Wolfs       | 5  | 7  | 12     |
| Mike Verdrengh          | Raymond Jonkhere   | 12 |    | 12     |
| Koen De Bouw            | Joachim Klaus      | 11 |    | 11     |
| Lucas Van den Eynde     | Carl Cassimon      | 11 |    | 11     |
| Jo De Meyere            | Armand Persigal    | 10 |    | 10     |
| Vic De Wachter          | Gil Wolfs / Dewulf | 9  |    | 9      |
| Jeroen Van der Ven      | Antony Minnebach   |    | 9  | 9      |
| Vera Van Dooren         | Monda              |    | 9  | 9      |
| Warre Borgmans          | Martin Colla       | 8  |    | 8      |
| Tom De Hoog             | Patrick Dejonghe   | 8  |    | 8      |
| Kevin Janssens          | Vincent Noël       | 7  |    | 7      |
| Boris Van Severen       | Jamie Capelle      |    | 9  | 9      |
| Govert Deploige         | Alain              |    | 7  | 7      |
| Peter Van De Velde      | René Kroneborg     |    | 7  | 7      |
| An Miller               | Sarah Debruycker   | 6  |    | 6      |
| Kadèr Gürbüz            | Sabine Kroneborg   |    | 6  | 6      |
| Katrin Lohmann          | Chrissie Müller    |    | 6  | 6      |
| Herbert Flack           | Jonathan Bury      |    | 6  | 6      |
| Tom Van Bauwel          | Roger Roppe        |    | 6  | 6      |

## Internationaal
Nog voor de eerste uitzending op televisie kwam stond vast dat Salamander een internationaal succes zou worden. Drie bedrijven wilden de reeks wereldwijd verkopen, maar er was ook interesse voor een remake. Er liggen plannen klaar voor een Brits-Canadese coproductie, een Amerikaanse versie en een Duitse versie. De reeks is uitgezonden door BBC Four vanaf zaterdag 1 februari 2014 en door RTL Crime in augustus/september 2014. De Nederlandse Publieke Omroep zond het eerste seizoen van de serie uit van 21 december 2015 tot 1 januari 2016 op NPO 1. Salamander was de eerste Vlaamse serie die verscheen op Netflix. 
Eind januari 2017 gaf ABC de toestemming voor de productie van de pilootaflevering van de Amerikaanse remake. De Amerikaanse versie wordt geproduceerd door ABC Studios, in samenwerking met het Israëlische Keshet en het Duitse Beta Film.
De serie begon ook in 2021 op de kanaal (Tring 3+) in Albanië met Albanese ondertiteling.